# San Pedro (Chile, Vulkan)
Der San Pedro ist ein Schichtvulkan in der chilenischen Atacamawüste. Mit einer Höhe von 6145 m ist er einer der höchsten aktiven Vulkane der Erde.

## Beschreibung

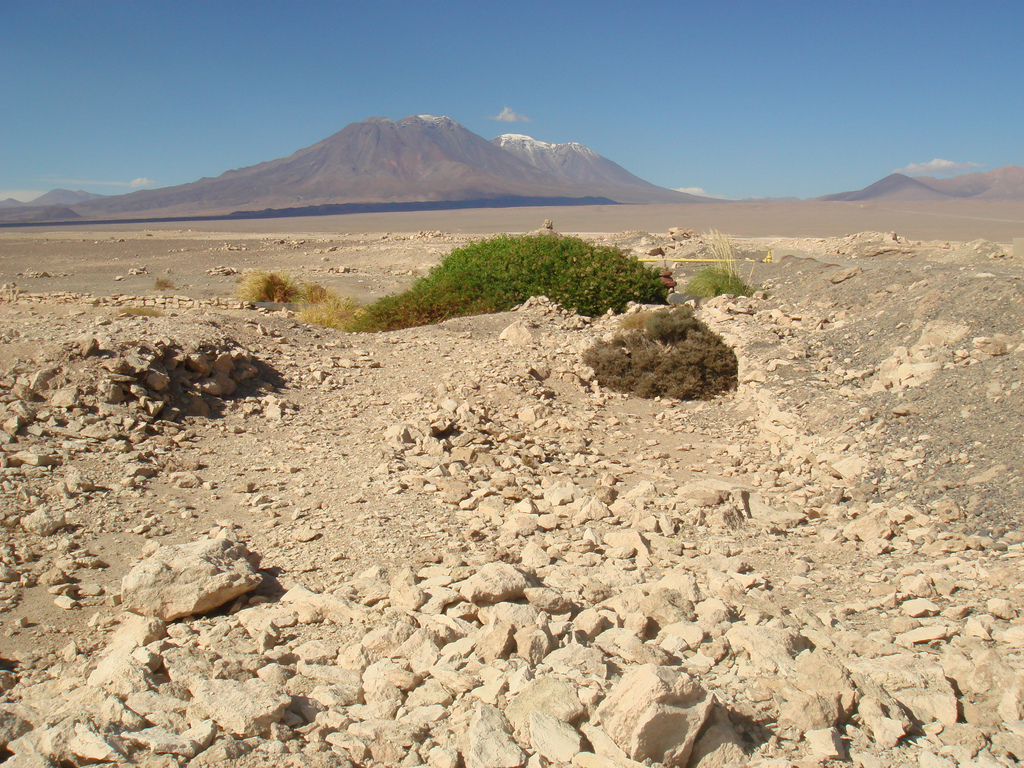
Links der San Pedro und unmittelbar daneben, in der Mitte des oberen Bildrandes, der San Pablo

Der San Pedro liegt im Norden Chiles in der Región de Antofagasta. Knapp zehn Kilometer südlich des Gipfels fließt der Río San Pedro de Inacaliri. Zwanzig Kilometer nordöstlich des San Pedro liegt der Cerro del Azufre.
Der San Pedro ist ein Zwillingsvulkan mit zwei Gipfeln. Im Westen liegt der San Pedro und im Osten der 6092 m hohe San Pablo. Der letzte Ausbruch des San Pedro datiert auf das Jahr 1960, der letzte gesicherte Ausbruch auf das Jahr 1938.